# Uniwersytet w Roskilde

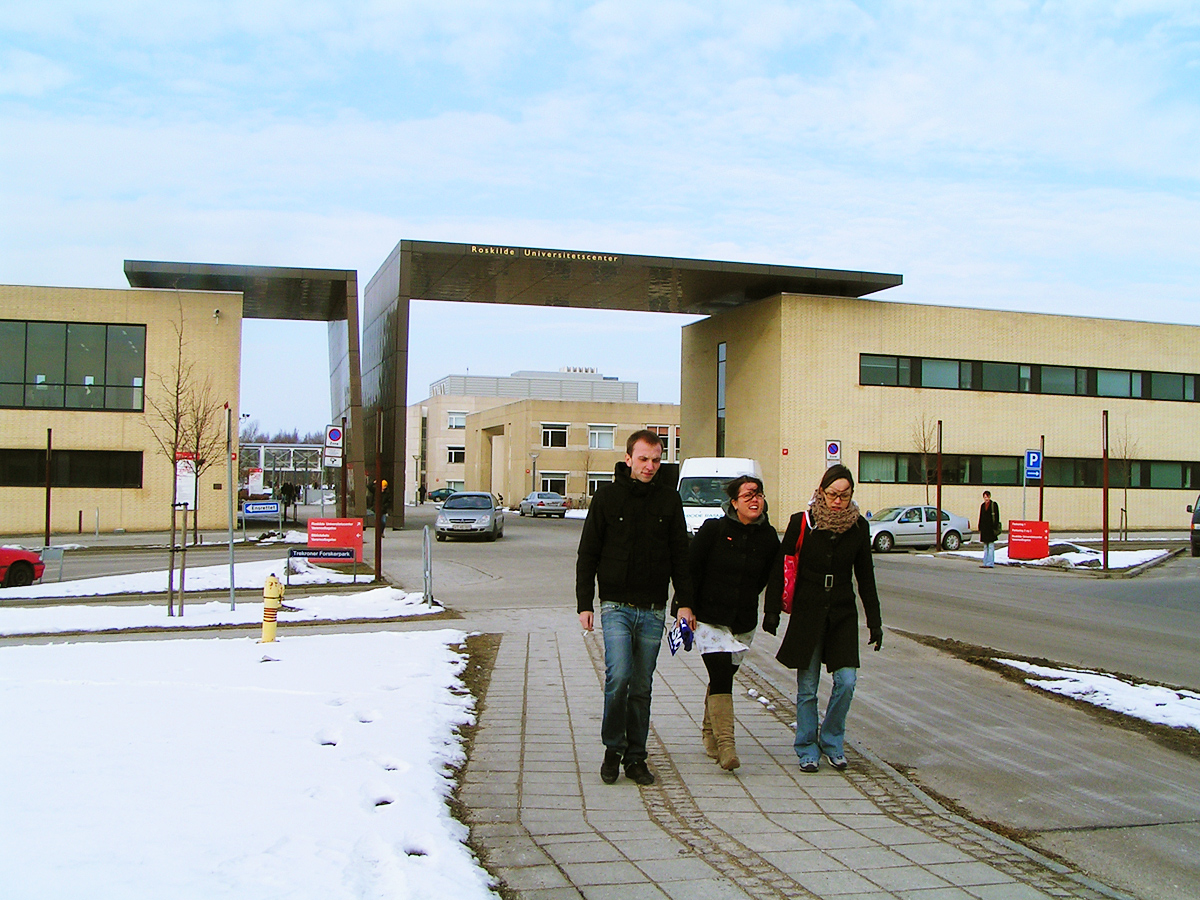
Główne wejście do kampusu uniwersyteckiego

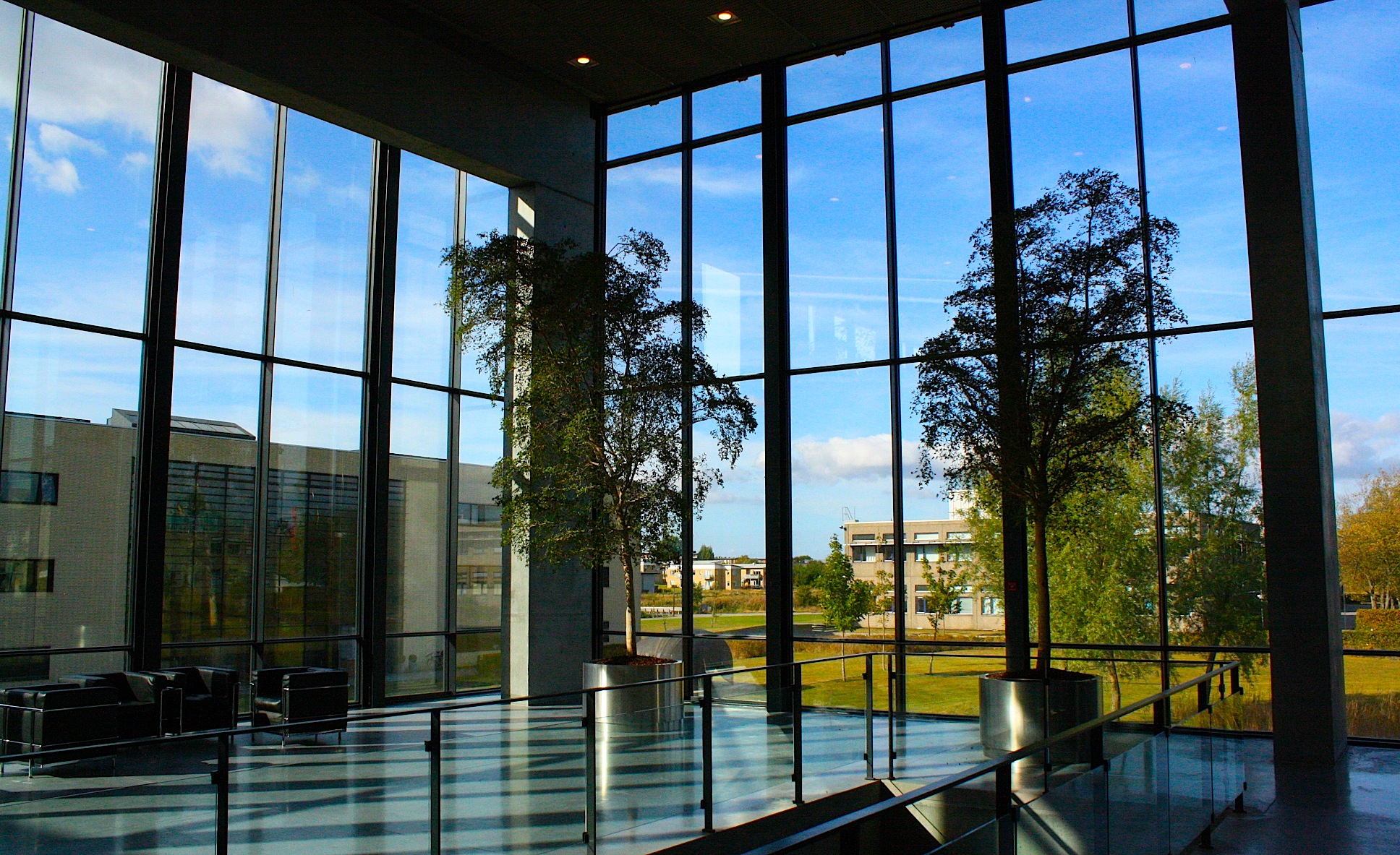
Biblioteka Uniwersytecka, Roskilde

Uniwersytet w Roskilde (Roskilde Universitet; RUC) – uniwersytet w duńskim mieście Roskilde.
Uniwersytet został utworzony w 1972 roku, początkowo pod nazwą Roskilde Universitetscenter (Centrum Uniwersyteckie w Roskilde). W momencie powstania był czwartą uczelnią wyższą w Danii. Został wybudowany na przedmieściu Roskilde zwanym Trekroner. W latach 90. XX w. i na początku XXI w. nastąpiła znaczna rozbudowa uczelni, która otrzymała miasteczko uniwersyteckie, nowoczesną bibliotekę i szereg innych budynków. Zbudowano tutaj także przystanek kolejowy z uwagi na sporą liczbę studentów dojeżdżających z Kopenhagi i innych miast.
Liczba studiujących wzrosła z ok. 1600 osób w 1985 r. do ok. 9000 w 2007 r., w tym wielu studentów z zagranicy, studiujących w sześciu instytutach:
- Instytut Komunikacji, Przedsiębiorczości i Technologii Informacji (CBIT)
- Instytut Kultury i Tożsamości (CUID)
- Instytut Środowiska, Społeczeństwa i Przemian (ENSPAC)
- Instytut Nauk Przyrodniczych, Systemów i Modeli (NSM)
- Instytut Psychologii i Badań Oświatowych (PAES)
- Instytut Społeczno-Globalizacyjny (ISG).

Logo uczelni przedstawia krzew koralowca i napis łaciński: Universitas Roskildensis. In tranquillo mors, in fluctu vita (Uniwersytet Roskildzki. W bezruchu śmierć, w ruchu życie). Motto uczelni odnosi się do warunków życia koralowca, który rozwija się w wodach poruszanych ciągłymi prądami morskimi, zamiera w wodach spokojnych.